# استر داله
استر داله (انگلیسی: Esther Dale؛ ۱۰ نوامبر ۱۸۸۵ – ۲۳ ژوئیهٔ ۱۹۶۱) یک هنرپیشه اهل ایالات متحده آمریکا بود. از فیلم‌های او می‌توان به زندگی ربوده‌شده اشاره نمود.